# Villa Alpha
Villa Alpha is een neoclassicistisch pand uit 1880 gelegen aan de Plenkertstraat 43 in Valkenburg. Het is een rijksmonument. Het gebouw is van architectuur-historische betekenis vanwege het bijzondere belang voor de bovenregionale geschiedenis van de architectuur, het fraaie ontwerp en de toepassing van mergel als bouwmateriaal.
Achter de villa liggen de Bergkelders Villa Alpha, schuin achter de villa ligt de ingang van de Alphagroeve en verderop in de straat liggen de Romeinse Katakomben in de Heidegroeve. Verderop in de straat staan de Irenekerk en de Villa Rozenheuvel.

## Familie Diepen
In 1880 werd Villa Alpha gebouwd in opdracht van Joseph Kreiten (1852-1929). In 1891 kocht de Tilburgse fabrikant Armand Diepen de villa. Hij verwierf als eerste katholieke econoom extra landelijke bekendheid als publicist over economische en sociale vraagstukken. Hij geloofde in de groeiende mogelijkheden om welvaart te doen toenemen en over meer mensen te spreiden. Hij koos voor een verblijf in Valkenburg vanwege zijn slechte gezondheid. Naast de natuur speelde ook het nabijgelegen eeuwenoude kuuroord Aken hierbij een rol. Daarnaast kocht Armand Diepen een uitgebreid stuk heuvel en bos achter zijn pand en liet hij er in de winter van 1892-'93 een rotspark aanleggen. Het aangrenzende Polferbos kocht hij een jaar later en ook hier legde hij een wandelpark aan. In 1895 stierf hij. Armand Diepen legde in enkele jaren een belangrijk fundament voor het toerisme in Valkenburg. Dat bleek eveneens in 1900 met het benoemen van, de inmiddels verdwenen, Armand Diepenweg. Zijn zonen Karel en Jan Diepen gaven vervolgens het toerisme verdere impulsen met de totstandkoming van de Katakomben in 1910 (inclusief Cuypershuisje in het Polferbos) en het Openluchttheater in 1916. Bij beide attracties speelde architect Pierre Cuypers een belangrijke rol.

## Diverse doeleinden
In de daaropvolgende decennia leende Villa Alpha zich voor meerdere doeleinden. De nazaten van Armand Diepen gebruikten de villa onder meer nog als zomerverblijf. Andere voorbeelden betreffen het gebruik van de villa door de Valkenburgse kunstkring Henri Jonas, opgericht in 1950, en de Mater Amabilisschool, en in de jaren zeventig woonde er de familie van Arthur Thuijs, die in de tuin ernaast een miniatuurstadje bouwde. In 2008 kochten de Gebroeders Van de Mortel het pand aan en hebben het volledig gerenoveerd. Momenteel is Villa Alpha onder de naam Villa Valkenburg in gebruik als extra verblijf van Parkhotel Valkenburg.